# Haplophthalmus asturicus
Haplophthalmus asturicus es una especie de crustáceo isópodo terrestre de la familia Trichoniscidae.

## Distribución geográfica
Son endémicos del norte de la España peninsular.